# مهاجرت لاک‌پشت‌‌های دریایی

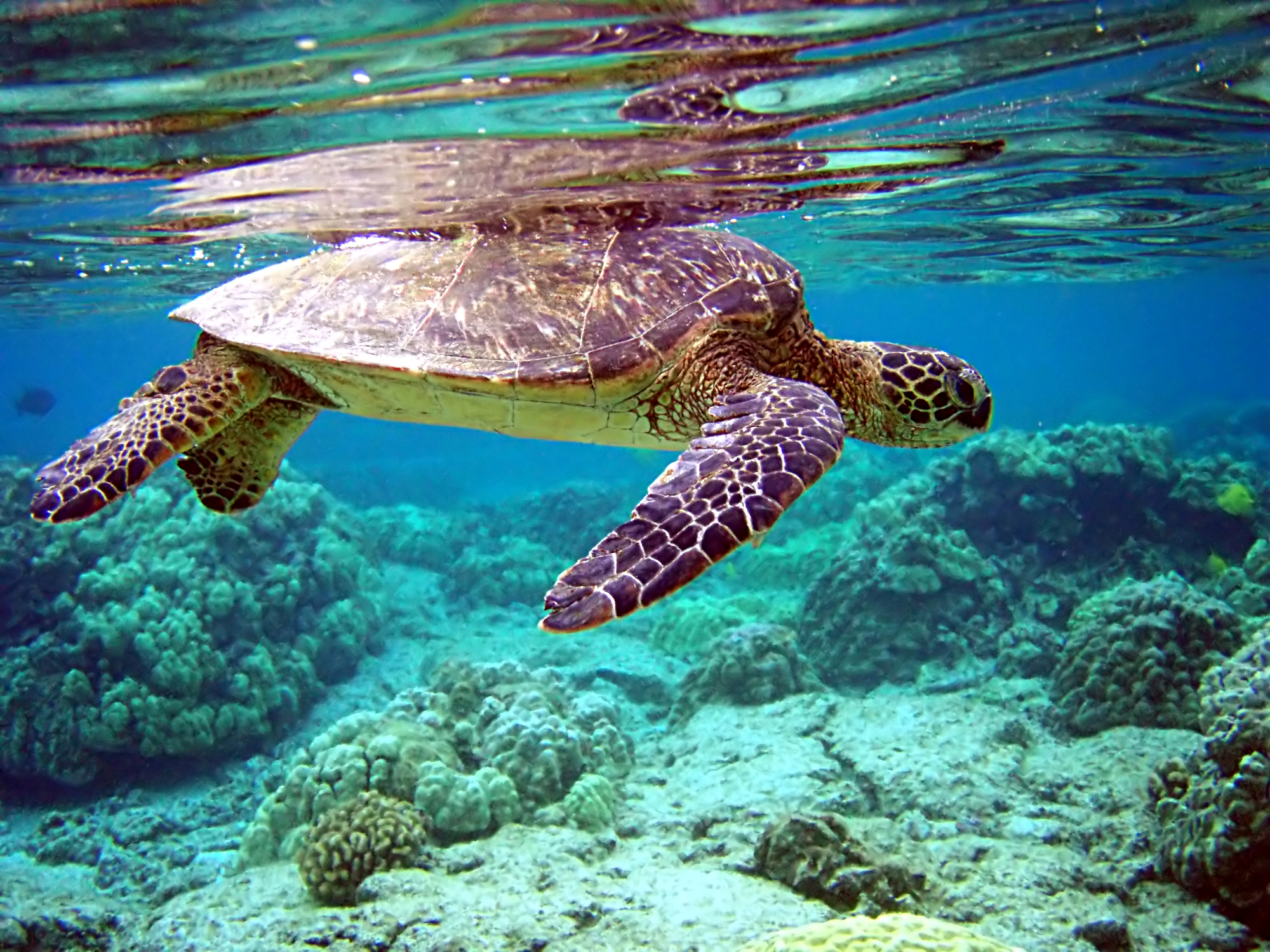
لاک‌پشت سبز دریایی بین مکان‌های لانه‌سازی خود و مناطق جستجوی غذای ساحلی خود کوچ می‌کند.

مهاجرت لاک‌پشت‌های دریایی یا کوچ لاک‌پشت‌های دریایی، کوچ لاک‌پشت‌های دریایی (بالاخانواده Chelonioidea) به‌ویژه جابجایی طولانی‌مدت بالغان به سواحل زادآوری خود است، اما همچنین کوچ بیرون از ساحل زادآوری را نیز دربر می‌گیرد. لاک‌پشت‌های دریایی از لانه‌های زیرزمینی بیرون می‌آیند و در سراسر ساحل به سمت دریا می‌خزند. آنها سپس یک مسیر دریایی را تا رسیدن به دریای آزاد حفظ می‌کنند. مکان‌های تغذیه و لانه‌سازی لاک‌پشت‌های دریایی بالغ اغلب از فاصله دوری جدا هستند، به این معنی که برخی باید صدها یا حتی هزاران کیلومتر را بپیمایند.